# Intercept Point
Der Intercept Point, kurz IP (dt. Schnittpunkt) stellt in der Nachrichtentechnik eine Charakterisierung der nichtlinearen Übertragungseigenschaften eines Zweitors, wie beispielsweise eines Verstärkers, dar. Der IP ist ein mathematisches Konzept zur quantitativen Beschreibung der meist unerwünschten nichtlinearen Eigenschaften von Zweitoren.
Durch die in vielen Fällen geringen, aber immer vorhandenen nichtlinearen Übertragungseigenschaften kommt es durch eine am Eingang zugeführte Sinusschwingung zur Bildung von Oberschwingungen am Ausgang des Zweitors. Diese Oberschwingungen am Ausgang nehmen bei Steigerung der Leistung der zugeführten Sinusschwingung stärker zu als die Leistung der Grundschwingung. An dem fiktiven Punkt, an dem die Leistung einer Oberschwingung gleich der Leistung der Grundschwingung ist, liegt der betreffende Intercept Point. Je nach Ordnung der Oberschwingungen werden verschiedene Ordnungen von Schnittpunkten unterschieden, beispielsweise IP3 für den Schnittpunkt 3. Ordnung.
Diese einzelnen Schnittpunkte unterschiedlicher Oberschwingungen können grafisch im Leistungsdiagramm, in welchem die Ausgangsleistungen unterschiedlicher Sinusschwingungen als Funktion der zugeführten Leistung dargestellt sind, durch Extrapolation der Kennlinien ermittelt werden. In der Praxis spielt vor allem die 3. Ordnung und damit der IP3 eine wesentliche Rolle.

## Entstehungsgrundlagen

Frequenzen der Intermodulationsprodukte dritter Ordnung

Der Ansatz beruht auf der Annäherung der nichtlinearen Übertragungskennlinie z. B. des Verstärkers durch die mathematische Methode der Taylorreihe.
Die Übertragungsfunktion eines Transistorverstärkers kann hierbei im Arbeitspunkt durch eine unendliche Reihe angenähert werden:
{\displaystyle H(u)=\sum _{n=1}^{\infty }a_{n}\cdot u_{n}=\underbrace {a_{1}\cdot u} _{\text{linearer Term}}+\underbrace {a_{2}\cdot u^{2}+a_{3}\cdot u^{3}+a_{4}\cdot u^{4}+\ldots } _{\text{Nichtlinearitäten}}\;,}
wobei Terme sechster und höherer Ordnung in der Praxis meist vernachlässigt werden.

### Third-Order-Intercept Point bei Verstärkern
Bei der Anregung des Verstärkers durch ein Sinussignal ergeben sich am Ausgang neben dem linear verstärkten Signal auch Verzerrungen durch höhere Harmonische. Dieser Prozess wird hier anhand des Third-Order-Intercept Point, also des Schnittpunkts dritter Ordnung, veranschaulicht.
Ein Sinussignal wird durch die Funktion
{\displaystyle u_{e}(t)={\hat {u}}\cdot \cos(\omega t)}
beschrieben.
Wird es mit einem nichtlinearen Verstärker (mit  {\displaystyle a_{n}\approx 0}  für {\displaystyle n>3}) verstärkt, ergibt sich als Ausgangssignal:
{\displaystyle u_{a}(t)=H(u_{e}(t))=\left(a_{1}{\hat {u}}-{\frac {3}{4}}a_{3}{\hat {u}}^{3}\right)\cos(\omega t)-{\frac {1}{4}}a_{3}{\hat {u}}^{3}\cos(3\omega t).}
Beschränkt man nun die Analyse auf die Koeffizienten der Grundschwingung, erkennt man, dass sich deren Amplitude aus zwei Anteilen zusammensetzt. Ein Teil wächst linear, der andere kubisch mit der Eingangsgröße. Die Ermittlung des IIP3 erfolgt durch Gleichsetzung der beiden Terme mit der Annahme {\displaystyle (a_{1}>0)\land (a_{3}>0)}.
{\displaystyle a_{1}{\hat {u}}\;{\stackrel {!}{=}}\;{\frac {3}{4}}a_{3}{\hat {u}}^{3}}
Der IIP3 ergibt sich zu:
{\displaystyle {\hat {u}}_{\text{IIP3}}={\sqrt {\frac {4a_{1}}{3a_{3}}}}}
Im OIP3 wird zusätzlich die linearen Verstärkung {\displaystyle a_{1}} berücksichtigt:
{\displaystyle {\hat {u}}_{\text{OIP3}}={\sqrt {\frac {4a_{1}^{3}}{3a_{3}}}}}
Die Berechnung anderer Intercept-Punkte erfolgt analog.

### Intermodulation in Mischstufen
Auch bei Anregung des Systems durch mehrere additiv überlagerte Sinusschwingungen am Eingang ergeben sich durch die höheren Ordnungen der (Taylor-)Potenzreihe zusätzliche Frequenzen am Ausgang entsprechend den Additionstheoremen. Dabei werden durch die Nichtlinearität Summen und Differenzen der zugeführten Sinusschwingungen gebildet. Dieser Vorgang der nichtlinearen Signalverzerrung wird unter anderem  bei Mischstufen gezielt angewendet, ist jedoch bei Verstärkern meist unerwünscht.
Die neu erzeugten Frequenzen ergeben sich aus der Gleichung
{\displaystyle f_{m+n}=|n\cdot f_{1}\pm m\cdot f_{2}|\;,}
wobei die Summe aus {\displaystyle |m|} und {\displaystyle |n|} gleich der Ordnung des jeweiligen Terms der Potenzreihe und somit die Ordnung der Intermodulation ist.
Zum Beispiel ist der quadratische Term (zweiter Ordnung) verantwortlich für die Erzeugung der Frequenzen
{\displaystyle f=f_{1}+f_{2}} und {\displaystyle f=|f_{1}-f_{2}|}

## Definition

Schematische Darstellung des IP2 (grün) und IP3 (rot)

Der Intercept Point gibt die Leistung der anregenden Schwingung an, bei der die künstlich erzeugte Schwingung am Ausgang dieselbe Leistung erreichen würde. Dieser Schnittpunkt existiert aber nicht tatsächlich, sondern wird durch Extrapolation der beiden Kennlinien ermittelt. Die aus denselben Effekten resultierende Sättigung, Begrenzung bzw. Kompression des Übertragungsgliedes lässt die Kurven vor Erreichen des Intercept Point abknicken.

### Ein- und Ausgangs-IP3
Der Intercept Point kann auf den Eingang oder den Ausgang des Übertragungsgliedes bezogen werden:
- Die Bezeichnung IIP3 steht für Input IP3 und bezieht sich somit auf die Eingangsleistung.
- Die Bezeichnung OIP3 steht für Output IP3 und bezieht sich somit auf die Ausgangsleistung.

Des Weiteren gilt:
{\displaystyle {\text{OIP3}}={\text{IIP3}}+G}
mit G = Verstärkung des Bauteils; Angaben in logarithmischen Maßen (dB).
Mathematisch betrachtet liegt der Eingangs-IP3 (bei Vernachlässigung höherer Ordnungen) 9,63 dB oberhalb des 1 dB-Kompressionspunktes. Die Bezeichnung TOI kommt aus der englischen Bezeichnung third-order intercept point (Schnittpunkt dritter Ordnung).

### Intercept Points höherer Ordnung
Zudem können verschiedene IP in Abhängigkeit von der betrachteten Ordnung angegeben werden. Diese lassen sich messtechnisch trennen, da sich die künstlich erzeugten Frequenzen unterscheiden.
In der Praxis werden üblicherweise folgende IP angegeben.
- IP2: (zweite Ordnung) charakterisiert die Demodulationseigenschaften ins Basisband
- IP3: (dritte Ordnung) charakterisiert die vordergründigen Intermodulationseigenschaften
- IP5: (fünfte Ordnung) verfeinert die auf dem IP3 basierenden Angaben

## Messtechnische Bestimmung des IP3
Zur Bestimmung des IP3 sind neben dem zu untersuchenden Bauteil (DUT, engl. Device Under Test) zwei Signalgeneratoren und ein Spektrumanalysator oder Signalanalysator erforderlich. Die einzustellenden Frequenzen und Signalstärken (beide Testsignale haben dieselbe Amplitude) sind vom jeweiligen DUT abhängig. Es muss sichergestellt sein, dass das DUT nicht bereits in Kompression gegangen ist. Die Sinussignale der Signalgeneratoren werden zusammen auf das DUT geführt. Am Ausgang des DUT werden dann die Amplituden der Intermodulationsprodukte mit dem Signalanalysator gemessen.
In der logarithmischen Einheit Dezibel (dB) wird der OIP3 folgendermaßen berechnet:
{\displaystyle {\text{OIP3}}=P_{1}+{\frac {1}{2}}{\text{IMA}}_{13}=P_{1}+{\frac {1}{2}}\left(P_{1}-P_{3}\right)\;,}
wobei {\displaystyle P_{1}} der Ausgangspegel des Nutzsignals in dBm und {\displaystyle P_{3}} der Ausgangspegel auf dem Intermodulationsprodukt 3. Ordnung in dBm sind. IMA13 ist der Intermodulationsabstand zwischen {\displaystyle P_{3}} und {\displaystyle P_{1}} in dB.
Der IIP3 berechnet sich zu
{\displaystyle {\text{IIP3}}={\text{OIP3}}-G\;,}
wobei
{\displaystyle G=P_{1,{\text{out}}}-P_{1,{\text{in}}}\;.}
Hier bezeichnen {\displaystyle P_{1,{\text{out}}}} die Leistung des Erregersignals am Ausgang und {\displaystyle P_{1,{\text{in}}}} die Signalstärke des gleichen Signals am Eingang des DUT.
Alle Signalpegel, OIP und IIP sind in dBm gemessen, Gewinn und Intermodulationsabstand in dB.